# Chiesa di Santa Teresa degli Scalzi
La chiesa di Santa Teresa degli Scalzi (altrimenti conosciuta come chiesa di Santa Teresa al Museo, chiesa di Santa Teresa agli studi o chiesa della Madre di Dio) è un luogo di culto di Napoli, ubicato in via Santa Teresa degli Scalzi, l'ampia strada aperta tra il 1806 ed il 1810 per congiungere il centro storico della città con la zona di Capodimonte.

## Storia
La chiesa (iniziata nel 1604 e consacrata al culto nel 1612) è stata voluta dai Carmelitani Scalzi principalmente grazie alle offerte raccolte da Pietro della Madre di Dio, predicatore carmelitano spagnolo e seguace di Santa Teresa d'Avila.

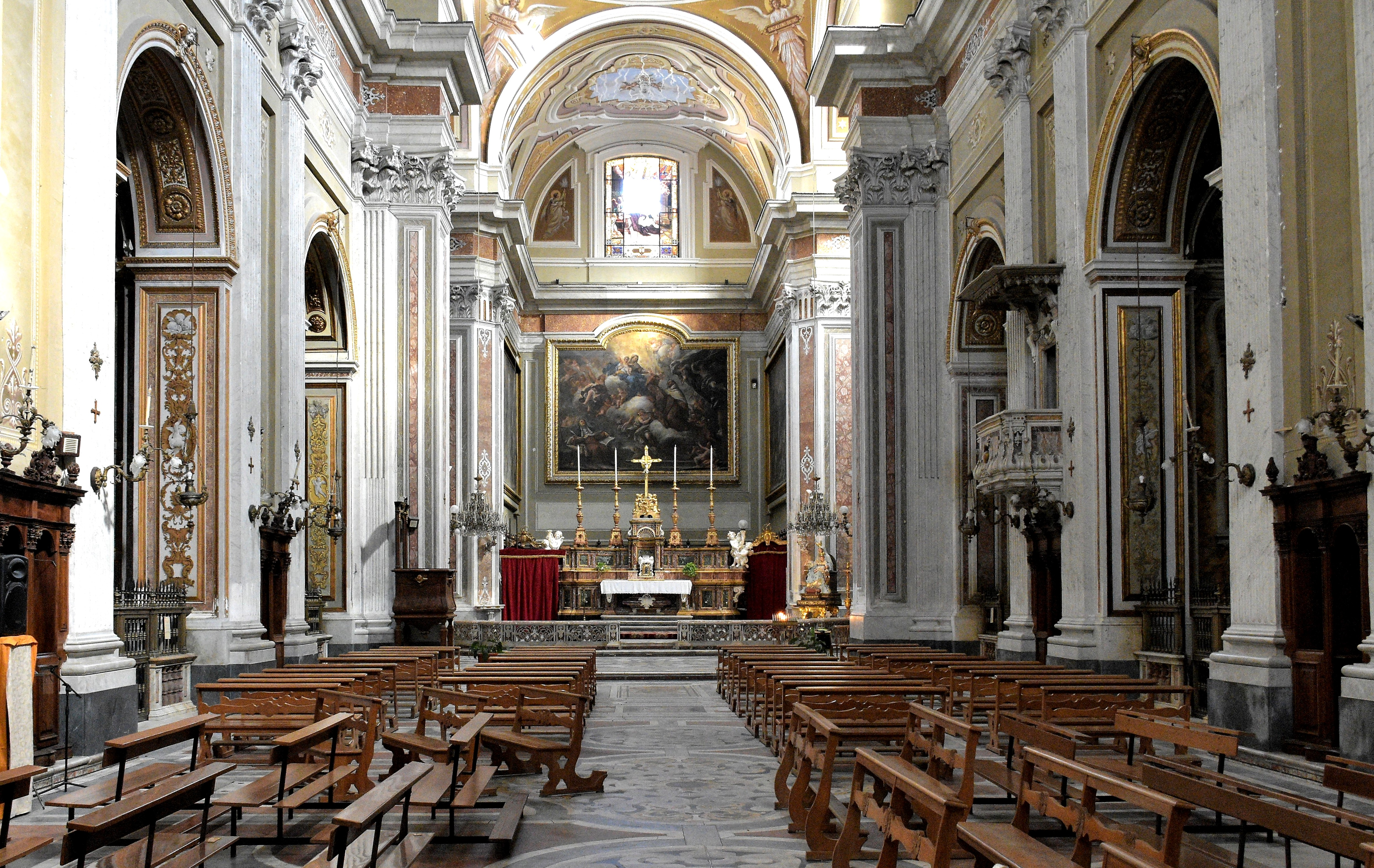
Interno della chiesa

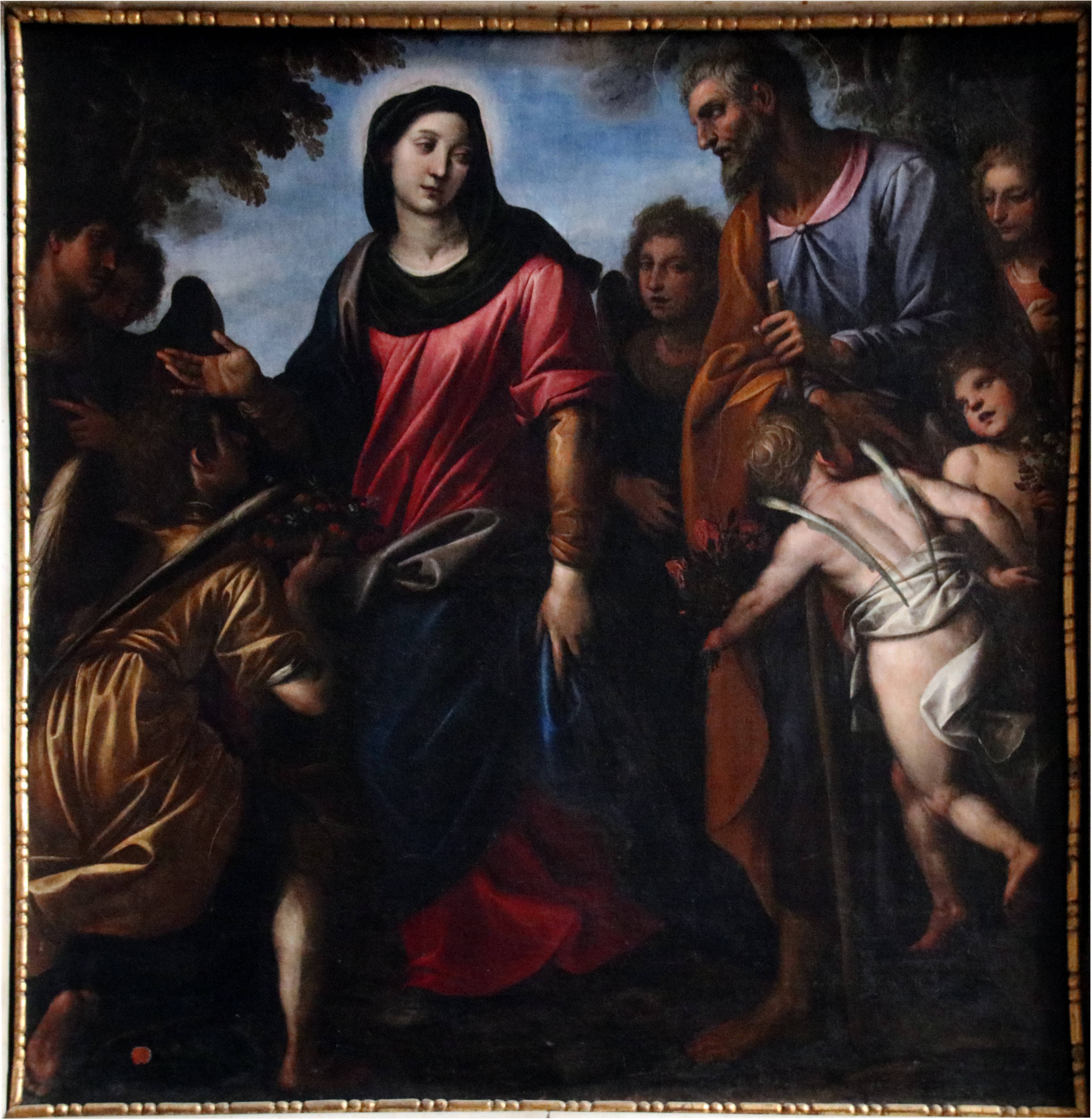
Incontro della Vergine con san Giuseppe del Passignano

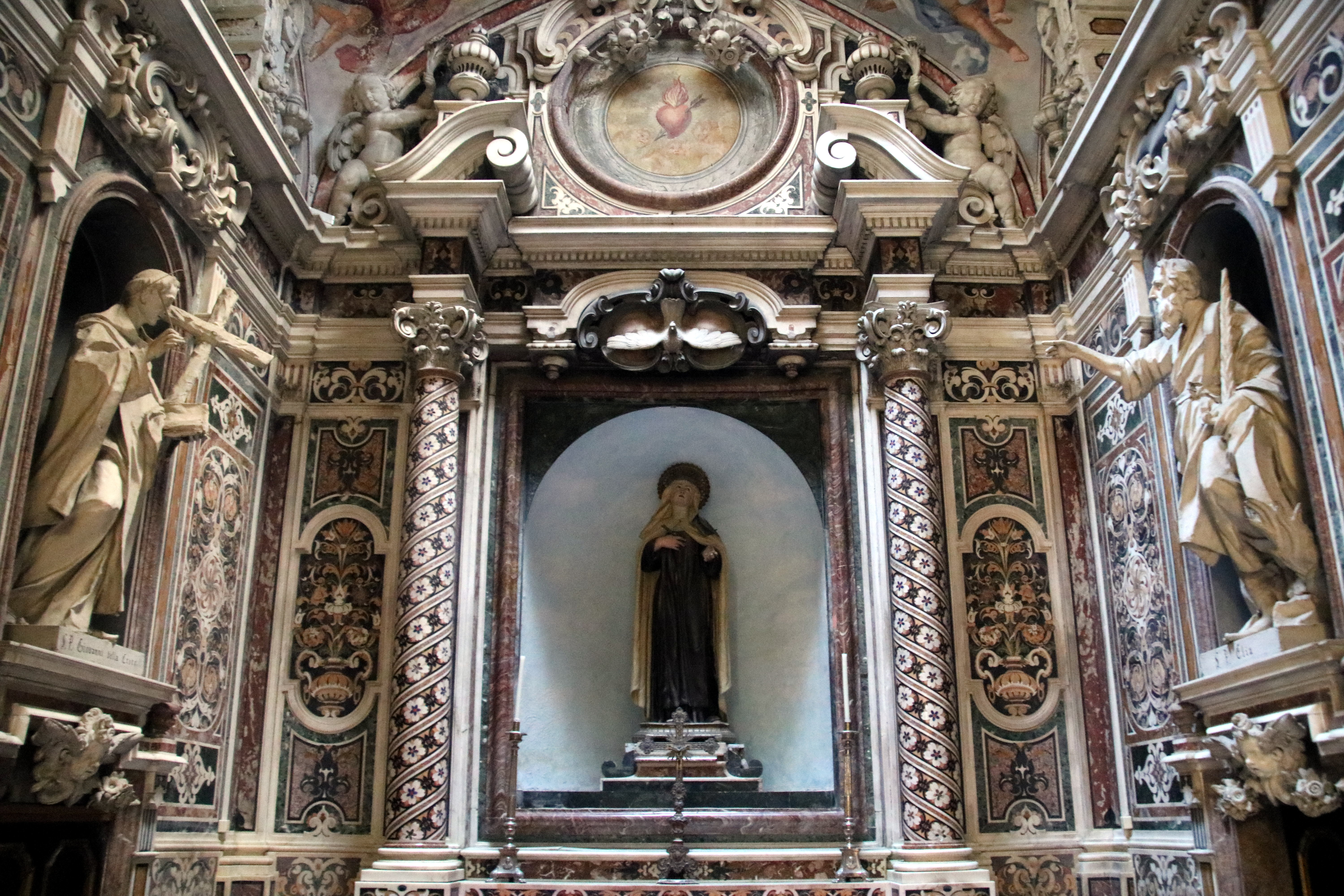
Cappella di Santa Teresa d'Avila

I due chiostri monumentali furono eretti agli inizi del Seicento da Giovan Giacomo di Conforto, su commissione dei frati carmelitani, all'interno di un palazzo da loro acquistato. 
Chiostri ed ex convento sono di proorietà dell'Istituto Paolo Colosimo.

## Descrizione

### Esterno
Il progetto per l'edificazione della chiesa e dell'annesso convento fu affidato a Giovan Giacomo di Conforto, mentre la facciata fu disegnata da Cosimo Fanzago nel 1652, con due statue in stucco che raffigurano Santa Teresa d'Avila e San Giovanni della Croce.
A causa dell'abbassamento stradale e per raccordare la strada di nuova realizzazione e l'ingresso del tempio si provvide a costruire una rampa di scale. Nel 1835 fu realizzata su disegno di Antonio Annito (il quale restaurò complessivamente la chiesa) una doppia rampa di gradini che sostituì la precedente. Appena cominciano le scale, sono visibili bassorilievi eseguiti da Pasquale Ricca.

### Interno
All'interno, a croce latina articolata in un'unica navata con cappelle, sono conservate opere di molti scultori e pittori del periodo barocco, tra questi Paolo De Matteis e l'artista di origine fiamminga Niccolò de Simone, un sepolcro di Tito Angelini, delle statue di Domenico Antonio Vaccaro, busti di Matteo Bottiglieri, Angelo Viva e alcune decorazioni di Costantino Marasi.
In particolare, la seconda cappella a sinistra presenta decorazioni pittoriche di Battistello Caracciolo, risalenti al periodo 1616-1620 e raffiguranti Storie dell'Ordine Carmelitano;  del 1613 sono invece gli affreschi di Belisario Corenzio della quarta cappella a destra, con l'Assunzione della Vergine tra i cori d'Angeli.
Il pittore Giacomo del Pò eseguì nei primi anni del Settecento le due grandi tele poste ai lati della crociera del transetto (la Battaglia di Praga e la Fuga in Egitto) ed alcune finte cornici scenografiche rappresentanti Virtù e Angeli, poste come ornamento architettonico dei dipinti stessi.
La cupola, progettata dallo stesso Di Conforto, crollò nel 1835 probabilmente per l'esilità del manufatto e fu sostituita da una scodella, di fattezze più prudenti, ma di mediocre valore artistico.
Qui è conservata l'unica testimonianza artistica, in una chiesa napoletana, di un esponente della dinastia degli Asburgo, vale a dire la scultura che raffigura l'imperatore Carlo VI eseguita da Giacomo Colombo nel 1715.

#### Ex altare maggiore
A seguito della soppressione degli ordini religiosi, l'originario altare maggiore realizzato da Dionisio Lazzari fu trasferito nel 1808, per il suo splendore e la sua preziosità, nella Cappella Reale del Palazzo Reale di Napoli, dove tuttora si trova.
Esso è composto da un raffinatissimo altare maggiore (eseguito nel 1672) affiancato da due porte laterali (del 1691) ed un ciborio (del 1772), tutti realizzati ad intarsi di pietre dure policrome e lapislazzuli (che nel paliotto e nelle porte creano sorprendenti effetti prospettici) e rifiniture in bronzo dorato.
L'attuale altare che ha rimpiazzato quello del Lazzari è stato realizzato da Giuseppe Sanmartino tra il 1748 e il 1750 e proviene dalla chiesa del Divino Amore. Fu qui collocato nel 1860 dopo che fu modificato per adattarlo alla nuova posizione dall'architetto Nicola Stassano.

#### Cappella di Santa Teresa d'Avila
La Cappella di Santa Teresa D'Avila rappresenta certamente uno dei più rilevanti esempi di ambiente secentesco nella città di Napoli.
Posta presso il transetto sinistro, fu disegnata da Cosimo Fanzago nel 1640 ed il disegno originale è tuttora pressoché intatto se si eccettua la statua della santa, di fattura molto più moderna e alquanto incongrua per l'ambiente.
La cappella presenta un'articolata decorazione a intarsi in marmo commesso sia sulle pareti che sul pavimento, un elegante cancelletto in ottone, sculture in stucco e due dipinti di Ippolito Borghese.

### Chiostri
I due chiostri monumentali (chiostro grande e chiostro piccolo) furono eretti agli inizi del Seicento da Giovan Giacomo di Conforto, su commissione dei frati carmelitani, all'interno di un palazzo da loro acquistato. 
I chiostri sono di proprietà dell'Istituto Paolo Colosimo per i non vedenti.

### Ex convento
Annesso alla chiesa vi è l'ex convento, in origine il palazzo del Duca di Nocera, che ospita varie istituzioni facenti capo all'Istituto Paolo Colosimo per i non vedenti (ossia il convitto, l'Istituto Professionale di Stato per l'Industria e l'Artigianato per Ciechi, il Patronato Regina Margherita pro Ciechi e infine il Settore Assistenza Sociale della Regione Campania per i ciechi).